# 枕崎台風
枕崎台風（まくらざきたいふう、昭和20年台風第16号、国際名：アイダ/Ida）は、1945年（昭和20年）9月17日14時頃に、鹿児島県川辺郡枕崎町（現：枕崎市）付近に上陸して、太平洋戦争終結直後の日本を縦断した台風である。

## 概要

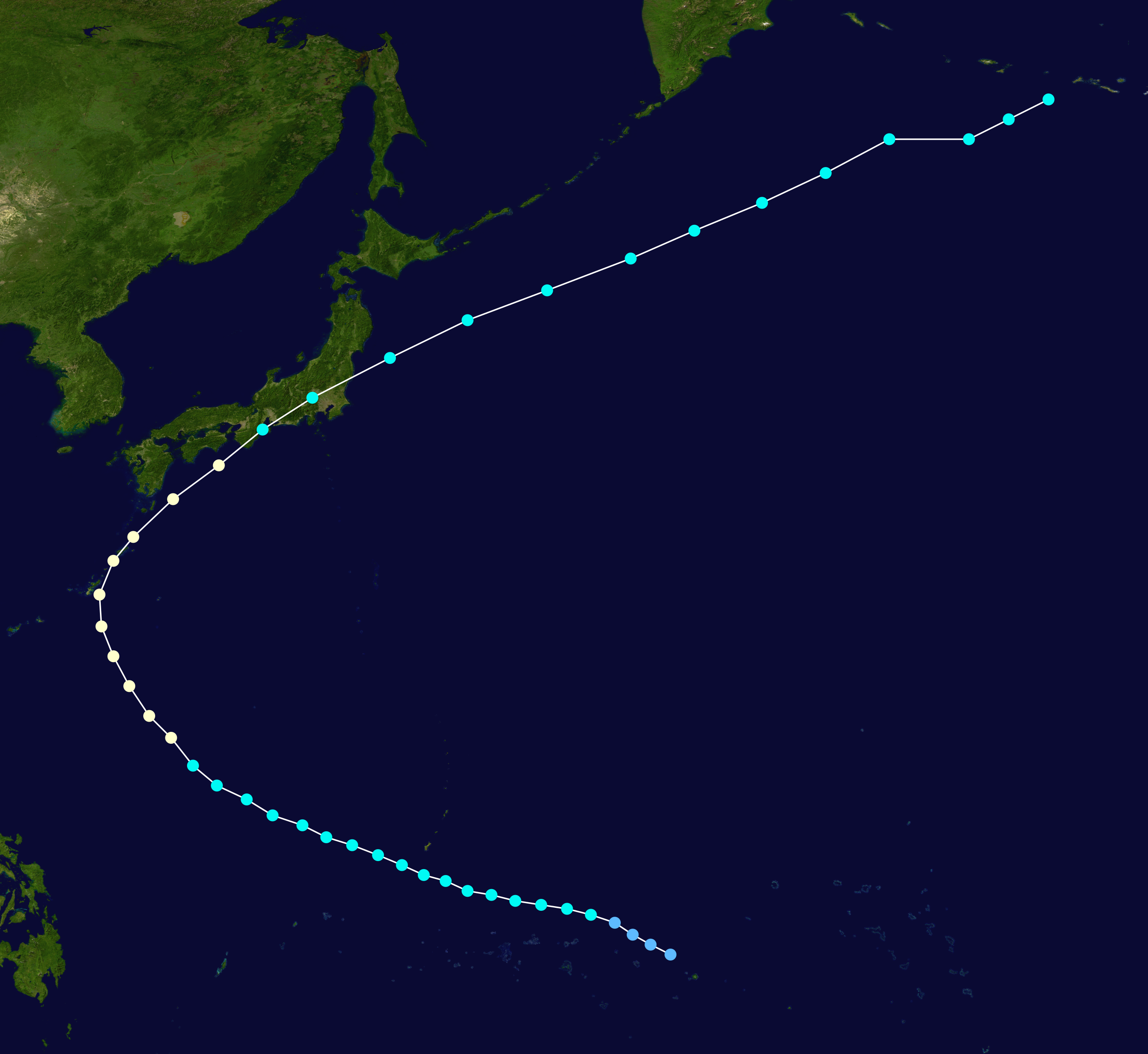
枕崎台風の進路図とは違う

沖縄付近を北上した台風16号は、9月17日14時頃鹿児島県川辺郡枕崎町付近に上陸した。枕崎（鹿児島県枕崎市）で観測された最低海面気圧916.1hPaは、1934年の室戸台風の際に室戸岬（高知県室戸市）で観測された911.6hPa（当時の記録としては最も低い海面気圧）に次ぐ低い値となった。 16号は北東に進んで、九州・四国・近畿・北陸・東北地方を通過して三陸沖に抜けた。
宮崎県細島灯台（海上保安庁）で最大風速51.3m/s（最大瞬間風速75.5m/s）、枕崎で40.0m/s（同62.7m/s）、広島で30.2m/s（同45.3m/s）を観測するなど、各地で猛烈な風が吹いた。期間降水量も九州・中国地方の一部では200mmを超えた。
室戸台風、伊勢湾台風と並んで昭和の三大台風の一つに数えられる。被害者の内訳は死者2,473人、行方不明者1,283人、負傷者2,452人。終戦直後のことであり、気象情報が少なく防災体制も不十分であったため、各地で大きな被害が発生した。特に広島県では死者・行方不明者合わせて2,000人を超えるなど被害は甚大であり、原爆での惨禍に追い打ちをかけた。

## 観測値
前述の通り、上陸時に観測された最低海面気圧は枕崎市の916.1hPaだが、1951年（昭和26年）の正式な統計開始以前の値であるため、参考記録扱いである。当初の観測値は916.6hPaであったが、器差による-0.3の補正に加え、再測量の結果、当時の気圧計の高さに誤りがあったため、さらに-0.2の補正が施され、916.1hPaが正式な記録となっている。
枕崎台風が通過したものとされる沖縄本島では、戦争による観測中断のため、1945年（昭和20年）の気象データが残っていないが、アメリカの病院船リポーズが沖縄本島の南東海上で枕崎台風の眼に入り、気圧25.55水銀柱インチ（約865hPa。最低海面気圧の公式な世界記録である1979年台風20号の870hPaを下回る）を観測した。
| 順位 | 名称                                 | 国際名  | 最大 瞬間 風速 （m/s） | 風向   | 観測年月日                | 観測地点                    |
| ---- | ------------------------------------ | ------- | ---------------------- | ------ | ------------------------- | --------------------------- |
| 1    | 第2宮古島台風 （昭和41年台風第18号） | Cora    | 85.3                   | 北東   | 1966年（昭和41年）9月5日  | 宮古島 （沖縄・気象官署）   |
| 2    | 第2室戸台風 （昭和36年台風第18号）   | Nancy   | 84.5                   | 西南西 | 1961年（昭和36年）9月16日 | 室戸岬 （高知・気象官署）   |
| 3    | 平成27年台風第21号                   | Dujuan  | 81.1                   | 南東   | 2015年（平成27年）9月28日 | 与那国島 （沖縄・気象官署） |
| 4    | 第3宮古島台風 （昭和43年台風第16号） | Della   | 79.8                   | 北東   | 1968年（昭和43年）9月22日 | 宮古島 （沖縄・気象官署）   |
| 5    | 昭和45年台風第9号                    | Wilda   | 78.9                   | 東南東 | 1970年（昭和45年）8月13日 | 名瀬 （鹿児島・気象官署）   |
| 6    | 昭和40年台風第23号                   | Shirley | 77.1                   | 西南西 | 1965年（昭和40年）9月10日 | 室戸岬 （高知・気象官署）   |
| 7    | 枕崎台風 （昭和20年台風第16号）      | Ida     | 75.5                   | 南南東 | 1945年（昭和20年）9月17日 | 細島 （宮崎・燈台）         |
| 8    | 平成15年台風第14号                   | Maemi   | 74.1                   | 北     | 2003年（平成15年）9月11日 | 宮古島 （沖縄・気象官署）   |
| 9    | 昭和31年台風第12号                   | Emma    | 73.6                   | 南     | 1956年（昭和31年）9月8日  | 那覇 （沖縄・気象官署）     |
| 10   | 昭和39年台風第20号                   | Wilda   | > 72.3                 | 西     | 1964年（昭和39年）9月25日 | 宇和島 （愛媛・気象官署）   |

| 順位 | 名称                               | 国際名   | 中心気圧（hPa） | 観測年月日                | 観測地点           |
| ---- | ---------------------------------- | -------- | --------------- | ------------------------- | ------------------ |
| 1    | 沖永良部台風 （昭和52年台風第9号） | Babe     | 907.3           | 1977年（昭和52年）9月9日  | 沖永良部（鹿児島） |
| 2    | 宮古島台風 （昭和34年台風第14号）  | Sarah    | 908.1           | 1959年（昭和34年）9月15日 | 宮古島（沖縄）     |
| 3    | 室戸台風                           | -        | 911.6           | 1934年（昭和9年）9月21日  | 室戸岬（高知）     |
| 4    | 平成15年台風第14号                 | Maemi    | 912.0           | 2003年（平成15年）9月11日 | 宮古島（沖縄）     |
| 5    | 枕崎台風 （昭和20年台風第16号）    | Ida      | 916.1           | 1945年（昭和20年）9月17日 | 枕崎（鹿児島）     |
| 6    | 第2室戸台風 （昭和36年台風第18号） | Nancy    | 918.0           | 1961年（昭和36年）9月15日 | 名瀬（鹿児島）     |
| 7    | 昭和5年8月の台風 （名称なし）      | -        | 922.0           | 1930年（昭和5年）8月9日   | 南大東島（沖縄）   |
| 8    | 昭和38年台風第14号                 | Gloria   | 923.5           | 1963年（昭和38年）9月10日 | 石垣島（沖縄）     |
| 9    | 平成18年台風第13号                 | Shanshan | 923.8           | 2006年（平成18年）9月16日 | 西表島（沖縄）     |
| 10   | 平成16年台風第18号                 | Songda   | 924.4           | 2004年（平成16年）9月5日  | 名護（沖縄）       |

| 順位     | 名称                               | 国際名   | 中心気圧（hPa） | 上陸日時                        | 上陸地点     |
| -------- | ---------------------------------- | -------- | --------------- | ------------------------------- | ------------ |
| 1        | 第2室戸台風 （昭和36年台風第18号） | Nancy    | 925             | 1961年（昭和36年）9月16日 9時   | 室戸岬西方   |
| 2        | 伊勢湾台風 （昭和34年台風第15号）  | Vera     | 929             | 1959年（昭和34年）9月26日 18時  | 潮岬西方     |
| 3        | 平成5年台風第13号                  | Yancy    | 930             | 1993年（平成5年）9月3日 16時    | 薩摩半島南部 |
| 4        | ルース台風 （昭和26年台風第15号）  | Ruth     | 935             | 1951年（昭和26年）10月14日 19時 | 串木野市付近 |
| 5        | 令和4年台風第14号                  | Nanmadol | 940             | 2022年（令和4年）9月18日 19時   | 鹿児島市付近 |
| 5        | 平成3年台風第19号                  | Mireille | 940             | 1991年（平成3年）9月27日 16時   | 佐世保市南   |
| 5        | 昭和46年台風第23号                 | Trix     | 940             | 1971年（昭和46年）8月29日 23時  | 佐多岬       |
| 5        | 昭和40年台風第23号                 | Shirley  | 940             | 1965年（昭和40年）9月10日 8時   | 安芸市付近   |
| 5        | 昭和40年台風第15号                 | Jean     | 940             | 1965年（昭和40年）8月6日 4時    | 牛深市付近   |
| 5        | 昭和39年台風第20号                 | Wilda    | 940             | 1964年（昭和39年）9月24日 17時  | 佐多岬       |
| 5        | 昭和30年台風第22号                 | Louise   | 940             | 1955年（昭和30年）9月29日 22時  | 薩摩半島     |
| 5        | 昭和29年台風第5号                  | Grace    | 940             | 1954年（昭和29年）8月18日 2時   | 鹿児島県西部 |
| （参考） | 室戸台風                           |          | 911.6           | 1934年（昭和9年）9月21日        | 室戸岬西方   |
| （参考） | 枕崎台風 （昭和20年台風第16号）    | Ida      | 916.3           | 1945年（昭和20年）9月17日       | 枕崎町付近   |

## 広島県内の被害

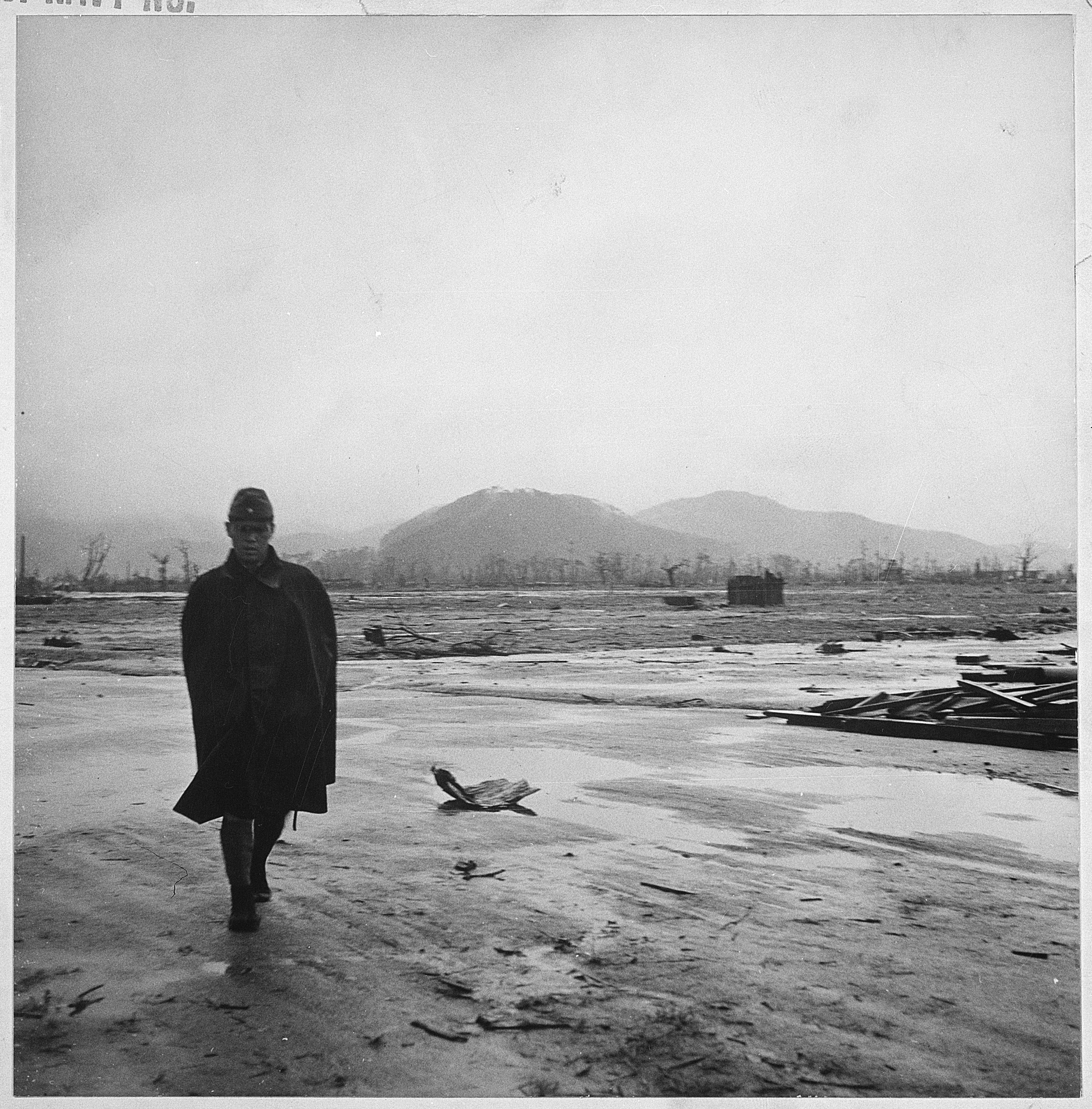
原爆投下直後の荒れ果てた広島市街地を歩く陸軍兵士（アメリカ海軍撮影、1945年9月）。
枕崎台風の通過中もしくは直後に撮影されたと見られる。

呉市内では、住宅地背部の急傾斜地の至るところが崩壊し、土石流が頻発した。市内だけで1,156人が死亡している。広島西郊の佐伯郡大野町（現：廿日市市）では、陸軍病院が土石流の直撃を受け複数の病棟などが全壊し、医療従事者、治療中の被爆者、京都帝国大学の調査関係者などを合わせて100名以上が犠牲になった。現在、病院跡地付近に慰霊碑が建立されている。
一方、原爆による放射性物質がこの台風による風雨によって洗い流され、市内の放射線量を大きく下げる結果になったと考える識者もいる。

### 京大調査班の遭難
京都帝国大学は、広島への原爆投下直後から理系学部の教官が個別に現地に赴くことで被爆状況の調査や被爆者の治療に当たっていたが、敗戦後の9月中旬になってこの調査を全学的・組織的に進めるために「原爆災害総合研究調査班」を設置した。
京大は医学部理学部調査隊として真下俊一・杉山繁輝医学部教授らを広島へ派遣した。調査隊は大野村（現廿日市市）にあった大野陸軍病院で調査研究に従事していた
が、上記の土石流の直撃を受け、真下教授と大久保忠継助教授、講師2名、嘱託1名、学生2名、理学部から参加していた講師1名・大学院生1名、化学研究所の助手1名の合計10名が死亡し、さらにその後杉山教授が死去した。
殉職した教職員・学生の大学葬は10月11日に挙行（京大での大学葬は1938年（昭和13年）在任中に死去した濱田耕作学長以来2度目であった）された。犠牲者の一人である理学部大学院生であった花谷暉一（享年24）の遺族は、学生の福利厚生のための施設を京大に寄贈した。この木造建物は「花谷会館」と呼ばれ、喫茶店などが置かれていたのち京都大学生活協同組合の本部が所在していたが、老朽化のため生協本部は2016年に他所に移転した。また、会館の建物は2021年8月25日までに解体撤去された。

## 福岡県若松沖の遭難船
福岡県北部若松港沖では9月17日に台風で船が転覆し、乗客ら100数十名の遺体が翌日から若松北海岸一帯に漂着した。この人々は戦前に日本本土へ徴用された朝鮮半島出身者で、終戦により帰郷する途中であった。遺体は心ある人々により近隣の小山田霊園に埋葬され、1990年北九州市により「若松沖遭難者慰霊碑」が建てられた。

## 書籍
- 空白の天気図―核と災害1945・8・6/9・17 柳田邦男著 文藝春秋 2011年 ISBN 978-|4167240202
- ヒロシマ日記　蜂谷道彦著（著者は広島逓信病院にて枕崎台風に遭遇している）
- 医師たちのヒロシマ（京都大学原爆調査班の罹災について言及がある）
- 従軍看護婦が見た病院船・ヒロシマ　守屋ミサ著（著者は大野陸軍病院勤務中に山津波に罹災）